# Maison en A
 (janvier 2024).
La maison en A est une structure architecturale caractérisée par un toit fortement incliné qui commence près de la base de la maison et se rejoint au sommet pour former un "A". Cette conception est souvent utilisée pour des chalets ou des maisons de vacances, bien que certains modèles soient également adaptés à une occupation permanente. Elle est prisée pour son esthétique simple, son intégration harmonieuse dans la nature et ses propriétés structurelles uniques.
En France, les maisons en A sont surtout présentes dans les régions de montagne et les zones boisées, où leur conception s'adapte parfaitement aux paysages et aux climats locaux.

## Origines et histoire
La popularité des maisons en A émerge au milieu du XXe siècle, notamment aux États-Unis, mais leurs origines remontent à des structures vernaculaires construites dans diverses cultures à travers le monde. Par exemple :
- En Asie, les formes triangulaires similaires se retrouvent dans certaines maisons traditionnelles japonaises.
- En Europe, cette conception est utilisée dans les toits pentus des chalets alpins, adaptés aux climats enneigés.

Dans les années 1950 et 1960, des architectes comme Andrew Geller popularisent cette architecture en Amérique du Nord grâce à des conceptions modernes et abordables. La maison en A devient rapidement un symbole des escapades de vacances et de la vie en harmonie avec la nature.

## Caractéristiques principales
Les maisons en A se distinguent par :
- Forme triangulaire : Le toit en pente raide constitue généralement les murs extérieurs, éliminant la nécessité de murs latéraux conventionnels.
- Simplicité structurelle : Une conception simple qui utilise souvent des matériaux comme le bois, le verre et les poutres apparentes.
- Espaces intérieurs : Bien que le volume soit optimisé, l'espace habitable peut être limité en raison des murs inclinés.
- Efficacité énergétique : La forme minimise l'accumulation de neige sur la toiture et réduit la surface exposée aux vents, ce qui en fait une option idéale pour les climats difficiles.